# Biocenoza

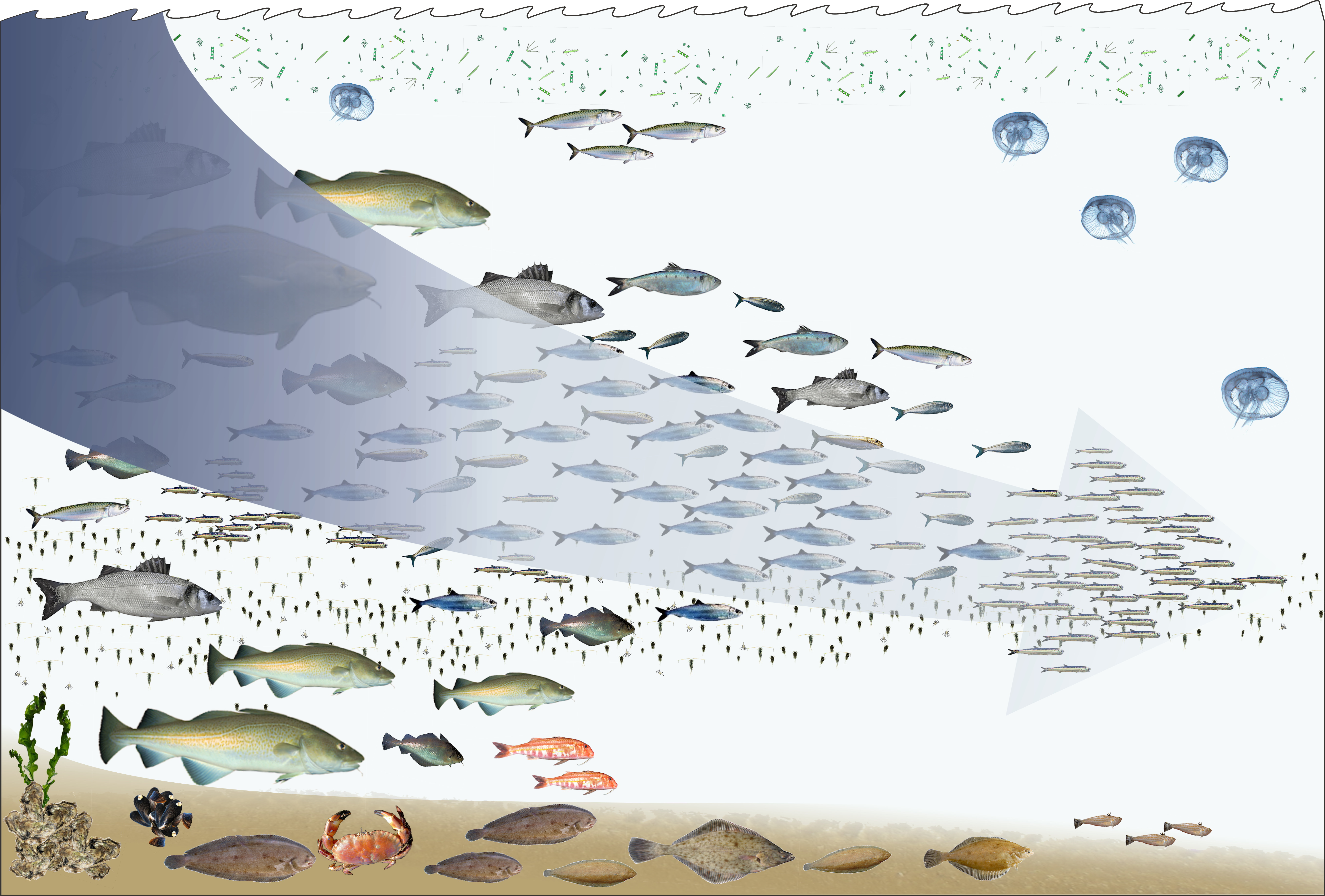
Biocenoza morza

Biocenoza (gr. bios ‘życie’, koinós ‘wspólny’), zespół biotyczny – zespół populacji organizmów roślinnych (fitocenoza), zwierzęcych (zoocenoza) oraz mikroorganizmów (mikrobiocenoza) danego środowiska abiotycznego (biotopu), należących do różnych gatunków, ale powiązanych ze sobą różnorodnymi czynnikami ekologicznymi i zależnościami pokarmowymi (sieci troficzne), tworzących całość, która pozostaje w stanie równowagi. Biocenoza oraz biotop tworzą ekosystem. Biocenozy sąsiadujące ze sobą zwykle nie są od siebie sztywno odseparowane, lecz przenikają się wzajemnie. Niektóre biocenozy mogą również składać się z kilku pomniejszych biocenoz.
Pojęcie biocenozy wprowadził Karl Möbius.

## Podział biocenoz
Biocenozy mogą być naturalne (sawanna, las, jezioro) i sztuczne (park, ogród, pole uprawne). W zależności od środowiska, wyróżnia się m.in.:
- agrocenoza – biocenoza pól uprawnych
- hylocenoza – biocenoza leśna
- pratocenoza – biocenoza łąk i pastwisk (trwałych użytków zielonych)
- urbicenoza – biocenoza miasta